# 董琦 (中国国家博物馆)
董琦（1952年10月—）生于上海，中华人民共和国考古学家，中国国家博物馆副馆长。

## 生平
1976年自北京大学历史系考古专业毕业。1992年获北京大学考古系历史学博士学位。是中国共产党党员，研究馆员，中国考古学会会员。1976年到中国历史博物馆工作，历任垣曲商城考古队领队，中国历史博物馆展览部主任，馆刊编辑委员会、文物征集鉴定委员会、职称评审委员会委员，中国国家博物馆展览部主任。2001年6月获国务院政府特殊津贴。2003年9月至2013年任中国国家博物馆副馆长。2004年3月任文化部文物博物专业高级职称评审委员会委员。后兼文化部创新奖评审委员会委员、中央民族大学硕士研究生导师、北京郑和下西洋研究会副理事长等职务。
董琦长期从事考古田野发掘以及夏商周考古学研究，先后参加山西夏县东下冯遗址、河南登封王城岗遗址、宁夏海原菜园遗址、山西垣曲商城遗址的发掘工作。其中，东下冯遗址、王城岗遗址都是国家“六五”社会科学重点研究项目。董琦参与执笔的《登封王城岗与阳城》大型发掘报告获“夏鼐考古学基金”奖及河南省社会科学研究一等奖。董琦参与了《中国古代科技文物展》和《香港国宝展》的筹展工作。

## 著作
董琦主要著作有：
- 《虞夏时期的中原》[2]

董琦的学术论文有30多篇，主要有：
- 《论我国史前时期的城堡》（《北方文物》1988年4期）
- 《中国先秦城市发展史概述》（《中原文物》1995年1期）
- 《虞夏时期的社会发展阶段》（《中原文物》1996年3期）
- 《夏代的中原》（载《夏文化研究论集》，中华书局1996年出版）
- 《王城岗城堡遗址分析》（《文物》1984年11期）
- 《再析《偃师商城与夏商文化分界》的研究脉络》
- 《析《偃师商城与夏文化分界》的研究脉络》
- 《王城岗城堡遗址再分析》（中国历史文物）[2]

董琦参与编撰出版了《中国通史陈列》、《中国古代科技文物展》、《天工开物》等图录。